# Rybník Starý u Líchov
Rybník Starý u Líchov este o arie protejată (arie specială de conservare — SAC, sit de importanță comunitară — SCI) din Republica Cehă întinsă pe o suprafață de 3,11 ha, integral pe uscat.

## Localizare
Centrul sitului Rybník Starý u Líchov este situat la coordonatele 49°41′33″N 14°19′28″E / 49.6925°N 14.324444°E.

## Înființare
Situl Rybník Starý u Líchov a fost declarat sit de importanță comunitară în noiembrie 2009 pentru a proteja 1 specie de animale. Situl a fost protejat și ca arie specială de conservare în noiembrie 2016.

## Biodiversitate
Situată în ecoregiunea continentală, aria protejată nu include niciun habitat protejat.
La baza desemnării sitului se află o specie protejată de  amfibieni: buhai de baltă cu burta roșie (Bombina bombina).